# Thom Haye
Thom Jan Marinus Haye (Amsterdam, 9 febbraio 1995) è un calciatore olandese naturalizzato indonesiano, centrocampista svincolato della nazionale indonesiana.

## Biografia
Ha origini indonesiane: il nonno proveniva dalla provincia del Sulawesi Settentrionale.

## Caratteristiche tecniche
Agisce di consueto come trequartista. Nelle due stagioni con la maglia del Willem II ha spesso ricoperto anche la posizione di ala sinistra, esaltando così il piede forte (il destro, potente e preciso) rientrando dalla fascia sull’interno. In tal modo si è  rivelato un ottimo jolly per il centrocampo.

## Carriera

### Club
Cresciuto nel settore giovanile dell'AZ Alkmaar, firma il primo contratto professionistico con il club nel febbraio 2011. Debutta in prima squadra il 23 febbraio 2014 subentrando a Celso Ortiz al 70º minuto di gioco della partita di Eredivisie persa per 4-0 contro l'Ajax. Gioca poi altre due partite in campionato. Nella stagione seguente guadagna il posto da titolare, che conserva per un'altra stagione. Con il club di Alkmaar gioca anche sei partite di UEFA Europa League.
Nel giugno 2016 si trasferisce al Willem II, con cui firma un contratto di due anni. Con il club di Tilburg ottiene due salvezze in Eredivisie, giocando come titolare.
Nel giugno 2018 si accorda con il Lecce, con cui firma un contratto preliminare biennale con opzione per altri due anni. Esordisce con i salentini il 7 agosto, nella partita di Coppa Italia contro la Feralpisalò vinta per 1-0 dopo i tempi supplementari al Via del mare. Il debutto in Serie B risale al 25 settembre, quando subentra nel secondo tempo della partita vinta per 3-0 in casa del Livorno. Colleziona 13 presenze in Serie B nella stagione che si chiude con la promozione dei giallorossi in Serie A. Il 2 settembre 2019, dopo aver iniziato la stagione di Serie A senza collezionare presenze in campo, risolve consensualmente il proprio contratto con il club salentino.
L'11 settembre 2019 si accorda con l'ADO Den Haag. Esordisce il 27 settembre nella partita di Eredivisie persa per 3-0 in casa dell'Emmen. Dopo 9 presenze con l'ADO, viene ceduto in prestito in Eerste Divisie, al NAC Breda, cui passa a titolo definitivo nel maggio seguente. Dopo due stagioni in serie cadetta nelle file della squadra di Breda, il 31 gennaio 2022 passa all'Heerenveen, tornando in Eredivisie.

### Nazionale
Ha militato nell'Under-17 e nell'Under-19 dei Paesi Bassi.
Nel dicembre 2023 ha avviato la procedura di naturalizzazione per acquisire la cittadinanza indonesiana. Convocato dalla nazionale indonesiana, ha esordito con la selezione il 26 marzo 2024, nella partita di qualificazione al campionato del mondo 2026 vinta per 3-0 in casa del Vietnam.

## Statistiche

### Presenze e reti nei club
Statistiche aggiornate al 17 marzo 2024.
| Stagione          | Squadra           | Campionato        | Campionato | Campionato | Coppe nazionali | Coppe nazionali | Coppe nazionali | Coppe continentali | Coppe continentali | Coppe continentali | Altre coppe | Altre coppe | Altre coppe | Totale | Totale |
| Stagione          | Squadra           | Comp              | Pres       | Reti       | Comp            | Pres            | Reti            | Comp               | Pres               | Reti               | Comp        | Pres        | Reti        | Pres   | Reti   |
| ----------------- | ----------------- | ----------------- | ---------- | ---------- | --------------- | --------------- | --------------- | ------------------ | ------------------ | ------------------ | ----------- | ----------- | ----------- | ------ | ------ |
| 2013-2014         | AZ Alkmaar        | E                 | 3          | 0          | CO              | 0               | 0               | UEL                | 1                  | 0                  | SO          | 0           | 0           | 4      | 0      |
| 2014-2015         | AZ Alkmaar        | E                 | 28         | 0          | CO              | 4               | 1               | -                  | -                  | -                  | -           | -           | -           | 32     | 1      |
| 2015-2016         | AZ Alkmaar        | E                 | 25         | 1          | CO              | 3               | 0               | UEL                | 9                  | 0                  | -           | -           | -           | 37     | 1      |
| Totale AZ Alkmaar | Totale AZ Alkmaar | Totale AZ Alkmaar | 56         | 1          |                 | 7               | 1               |                    | 10                 | 0                  |             | 0           | 0           | 73     | 2      |
| 2016-2017         | Willem II         | E                 | 32         | 3          | CO              | 1               | 0               | -                  | -                  | -                  | -           | -           | -           | 33     | 3      |
| 2017-2018         | Willem II         | E                 | 33         | 2          | CO              | 5               | 0               | -                  | -                  | -                  | -           | -           | -           | 38     | 2      |
| Totale Willem II  | Totale Willem II  | Totale Willem II  | 65         | 5          |                 | 6               | 0               |                    |                    |                    |             |             |             | 71     | 5      |
| 2018-2019         | Lecce             | B                 | 13         | 0          | CI              | 2               | 0               | -                  | -                  | -                  | -           | -           | -           | 15     | 0      |
| lug.-set. 2019    | Lecce             | A                 | 0          | 0          | CI              | 0               | 0               | -                  | -                  | -                  | -           | -           | -           | 0      | 0      |
| Totale Lecce      | Totale Lecce      | Totale Lecce      | 13         | 0          |                 | 2               | 0               |                    |                    |                    |             |             |             | 15     | 0      |
| set. 2019-2020    | ADO Den Haag      | E                 | 9          | 0          | CO              | 0               | 0               | -                  | -                  | -                  | -           | -           | -           | 9      | 0      |
| gen.-giu. 2020    | NAC Breda         | EE                | 6          | 0          | CO              | 2               | 0               | -                  | -                  | -                  | -           | -           | -           | 8      | 0      |
| 2020-2021         | NAC Breda         | EE                | 34+3       | 0          | CO              | 0               | 0               | -                  | -                  | -                  | -           | -           | -           | 37     | 0      |
| 2021-gen. 2022    | NAC Breda         | EE                | 21         | 5          | CO              | 3               | 3               | -                  | -                  | -                  | -           | -           | -           | 24     | 8      |
| Totale NAC Breda  | Totale NAC Breda  | Totale NAC Breda  | 61+3       | 5          |                 | 5               | 3               |                    |                    |                    |             |             |             | 69     | 8      |
| gen.-giu. 2022    | Heerenveen        | E                 | 14+2       | 0          | CO              | -               | -               | -                  | -                  | -                  | -           | -           | -           | 16     | 0      |
| 2022-2023         | Heerenveen        | E                 | 33         | 3          | CO              | 3               | 0               | -                  | -                  | -                  | -           | -           | -           | 36     | 3      |
| 2023-2024         | Heerenveen        | E                 | 24         | 3          | CO              | 2               | 0               | -                  | -                  | -                  | -           | -           | -           | 26     | 3      |
| Totale Heerenveen | Totale Heerenveen | Totale Heerenveen | 71+2       | 6          |                 | 4               | 0               |                    |                    |                    |             |             |             | 78     | 6      |
| 2024-2025         | Almere City       | E                 | 1          | 0          | CO              | 0               | 0               | -                  | -                  | -                  | -           | -           | -           | 1      | 0      |
| Totale carriera   | Totale carriera   | Totale carriera   | 281        | 17         |                 | 25              | 4               |                    | 10                 | 0                  |             | 0           | 0           | 316    | 21     |

### Cronologia presenze e reti in nazionale
| Cronologia completa delle presenze e delle reti in nazionale ― Indonesia | Cronologia completa delle presenze e delle reti in nazionale ― Indonesia | Cronologia completa delle presenze e delle reti in nazionale ― Indonesia | Cronologia completa delle presenze e delle reti in nazionale ― Indonesia | Cronologia completa delle presenze e delle reti in nazionale ― Indonesia | Cronologia completa delle presenze e delle reti in nazionale ― Indonesia | Cronologia completa delle presenze e delle reti in nazionale ― Indonesia | Cronologia completa delle presenze e delle reti in nazionale ― Indonesia |
| Data                                                                     | Città                                                                    | In casa                                                                  | Risultato                                                                | Ospiti                                                                   | Competizione                                                             | Reti                                                                     | Note                                                                     |
| ------------------------------------------------------------------------ | ------------------------------------------------------------------------ | ------------------------------------------------------------------------ | ------------------------------------------------------------------------ | ------------------------------------------------------------------------ | ------------------------------------------------------------------------ | ------------------------------------------------------------------------ | ------------------------------------------------------------------------ |
| 26-3-2024                                                                | Hanoi                                                                    | Vietnam                                                                  | 0 – 3                                                                    | Indonesia                                                                | Qual. Mondiali 2026                                                      | -                                                                        |                                                                          |
| 2-6-2024                                                                 | Giacarta                                                                 | Indonesia                                                                | 0 – 0                                                                    | Tanzania                                                                 | Amichevole                                                               | -                                                                        | 67’                                                                      |
| 6-6-2024                                                                 | Giacarta                                                                 | Indonesia                                                                | 0 – 2                                                                    | Iraq                                                                     | Qual. Mondiali 2026                                                      | -                                                                        | 65’                                                                      |
| 11-6-2024                                                                | Giacarta                                                                 | Indonesia                                                                | 2 – 0                                                                    | Filippine                                                                | Qual. Mondiali 2026                                                      | 1                                                                        |                                                                          |
| 5-9-2024                                                                 | Riad                                                                     | Arabia Saudita                                                           | 1 – 1                                                                    | Indonesia                                                                | Qual. Mondiali 2026                                                      | -                                                                        | 58’                                                                      |
| 10-9-2024                                                                | Giacarta                                                                 | Indonesia                                                                | 0 – 0                                                                    | Australia                                                                | Qual. Mondiali 2026                                                      | -                                                                        | 70’                                                                      |
| 10-10-2024                                                               | Riffa                                                                    | Bahrein                                                                  | 2 – 2                                                                    | Indonesia                                                                | Qual. Mondiali 2026                                                      | -                                                                        | 59’                                                                      |
| 15-10-2024                                                               | Tsingtao                                                                 | Cina                                                                     | 2 – 1                                                                    | Indonesia                                                                | Qual. Mondiali 2026                                                      | 1                                                                        | 46’                                                                      |
| 15-11-2024                                                               | Giacarta                                                                 | Indonesia                                                                | 0 – 4                                                                    | Giappone                                                                 | Qual. Mondiali 2026                                                      | -                                                                        | 76’                                                                      |
| 19-11-2024                                                               | Giacarta                                                                 | Indonesia                                                                | 2 – 0                                                                    | Arabia Saudita                                                           | Qual. Mondiali 2026                                                      | -                                                                        | 68’                                                                      |
| 20-3-2025                                                                | Sydney                                                                   | Australia                                                                | 5 – 1                                                                    | Indonesia                                                                | Qual. Mondiali 2026                                                      | -                                                                        |                                                                          |
| 25-3-2025                                                                | Giacarta                                                                 | Indonesia                                                                | 1 – 0                                                                    | Bahrein                                                                  | Qual. Mondiali 2026                                                      | -                                                                        | 59’                                                                      |
| 5-6-2025                                                                 | Giacarta                                                                 | Indonesia                                                                | 1 – 0                                                                    | Cina                                                                     | Qual. Mondiali 2026                                                      | -                                                                        | 74’                                                                      |
| 10-6-2025                                                                | Suita                                                                    | Giappone                                                                 | 6 – 0                                                                    | Indonesia                                                                | Qual. Mondiali 2026                                                      | -                                                                        |                                                                          |
| Totale                                                                   |                                                                          | Presenze                                                                 | 14                                                                       |                                                                          | Reti                                                                     | 2                                                                        |                                                                          |